# Champtocé-sur-Loire
Champtocé-sur-Loire è un comune francese di 1 790 abitanti situato nel dipartimento del Maine e Loira nella regione dei Paesi della Loira.

## Società

### Evoluzione demografica
Abitanti censiti